# Jurinella gigantea
Jurinella gigantea är en tvåvingeart som först beskrevs av Townsend 1932.  Jurinella gigantea ingår i släktet Jurinella och familjen parasitflugor. Inga underarter finns listade i Catalogue of Life.